# BSH (Automarke)

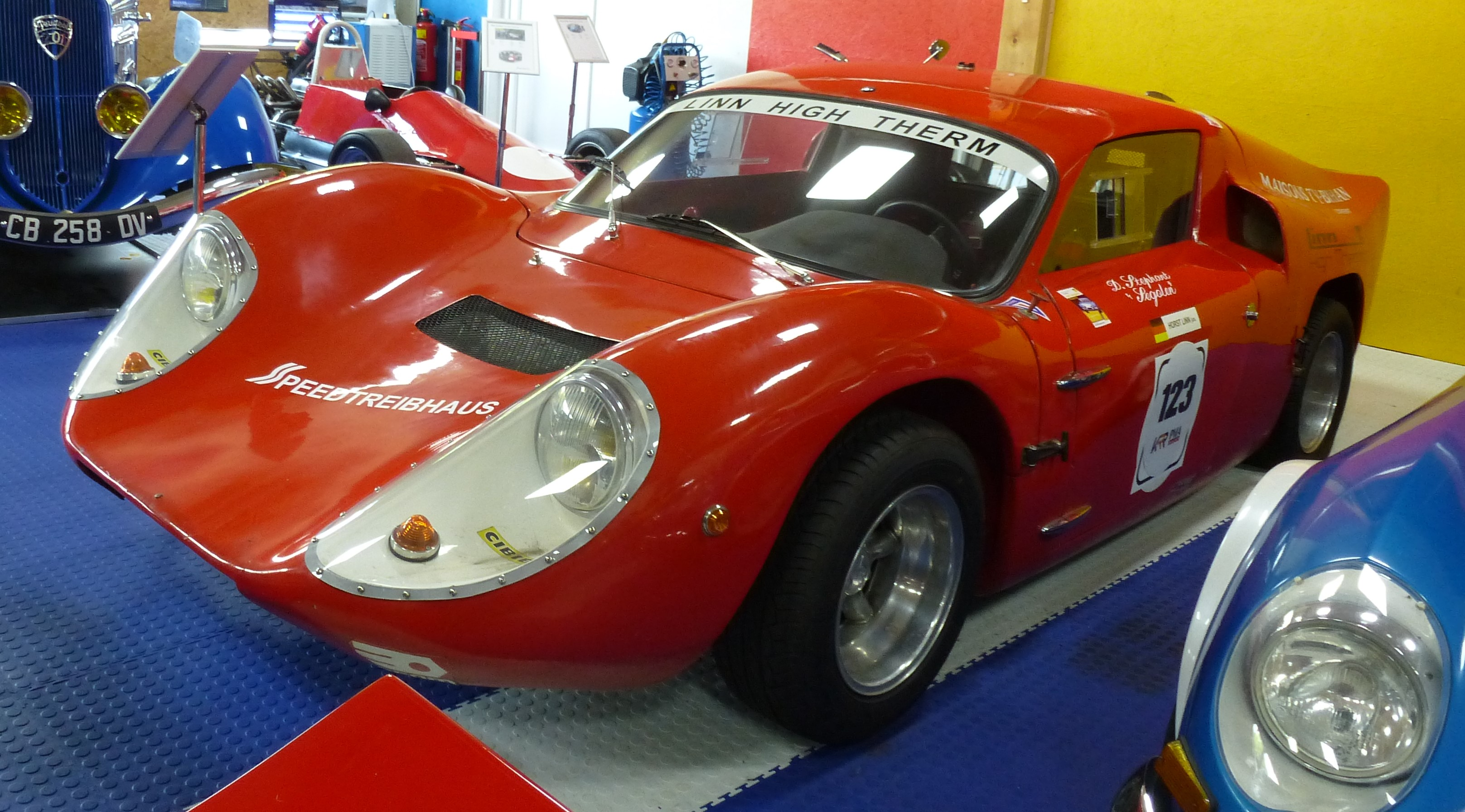
BSH

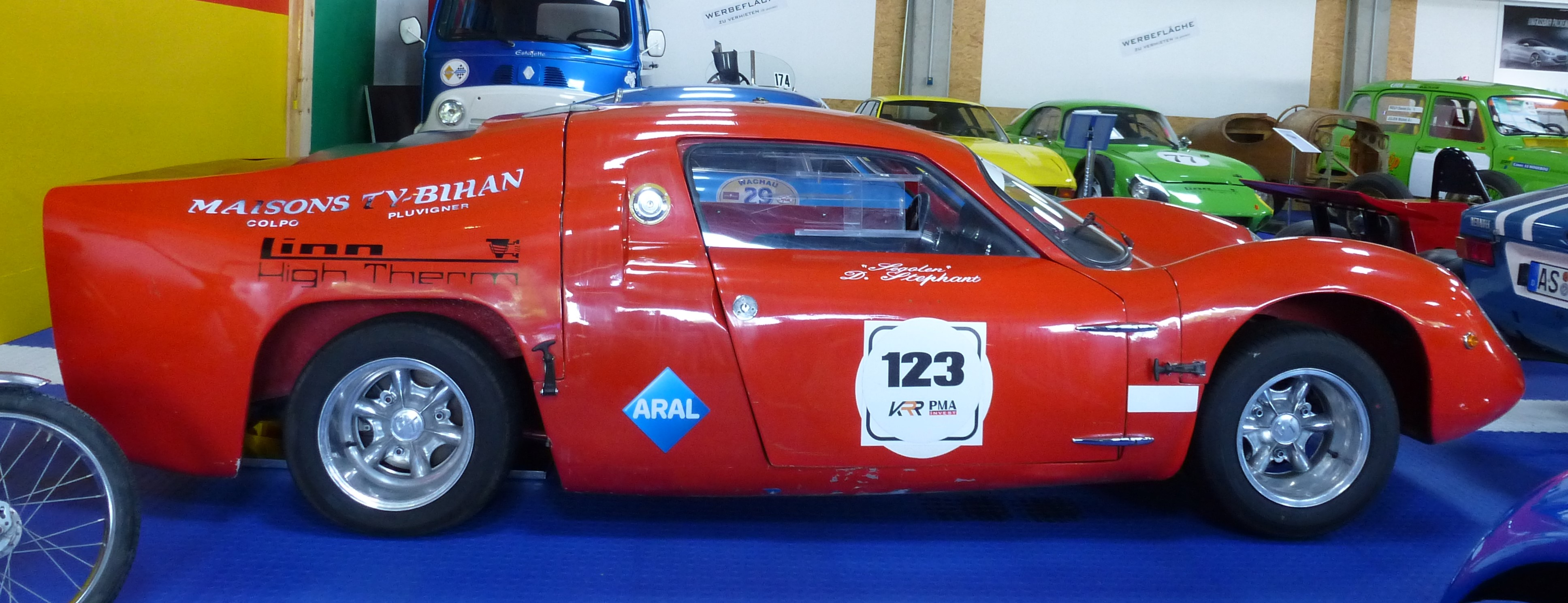
Seitenansicht

BSH war eine französische Automarke.

## Unternehmensgeschichte
François Benais und Max Saint-Hilaire gründeten 1969 Issy Automobiles Plastiques. Standort war am Boulevard Voltaire 20 in Issy-les-Moulineaux. Sie begannen mit der Produktion von Automobilen. Der Markenname lautete BSH. Ab 1971 übernahm Marland SARL in ihrem Zweigwerk im gleichen Ort die Produktion. Ende 1971 endete die Vermarktung unter der Marke BSH, als sich François Benais zurückzog. Bis dahin entstanden 56 Fahrzeuge. Marland vertrieb das Fahrzeug daraufhin unter dem eigenen Markennamen. Die Gesamtproduktionszahl beträgt etwa 400 Fahrzeuge.

## Fahrzeuge
Das einzige Modell war ein Sportwagen, der sowohl komplett als auch als Bausatz erhältlich war. Das Coupé verfügte über eine Karosserie aus GFK. Das Fahrzeug war 395 cm lang, 155 cm breit, 113 cm hoch und wog 660 kg. Das Fahrwerk stammte vom Renault 8 Gordini. Für den Antrieb standen Vierzylindermotoren vom Renault 8 und vom Renault 16 zur Wahl.
Das Auktionshaus Artcurial versteigerte am 9. Juli 2016 einen restaurierungsbedürftigen BSH für 38.140 Euro.